# Дубровина, Ольга Сергеевна
О́льга Серге́евна Дубро́вина (род. 1 января 1974, Тирасполь, Молдавская ССР, СССР) — юрист, государственный деятель Приднестровской Молдавской Республики. Министр юстиции Приднестровской Молдавской Республики с 12 февраля по 24 июля 2013. Председатель Следственного комитета Приднестровской Молдавской Республики с 10 февраля по 19 декабря 2016 (и. о. 30 декабря 2015 — 10 февраля 2016). Заслуженный юрист Приднестровской Молдавской Республики. Генерал-майор юстиции.

## Биография
Родилась 1 января 1974 в городе Тирасполь Молдавской ССР (ныне столица непризнанной Приднестровской Молдавской Республики).

### Образование
В 1997 окончила юридический факультет Приднестровского государственного университета имени Т. Г. Шевченко по специальности «правоведение».

### Профессиональная деятельность
С 1994 проходила службу в органах внутренних дел Приднестровской Молдавской Республики, а с 2002 работала в органах Прокуратуры Приднестровской Молдавской Республики на различных должностях младшего и среднего начальствующего состава.
С 2007 по 2012 — старший прокурор отдела Прокуратуры Приднестровской Молдавской Республики по надзору за законностью предварительного следствия, дознания и ОРД в органах внутренних дел. Старший советник юстиции.
С 2 октября 2012 по 12 февраля 2013 — заместитель председателя Следственного комитета Приднестровской Молдавской Республики — начальник Главного управления по процессуальному контролю за предварительным следствием, дознанием и оперативно-розыскной деятельностью.
С 12 февраля 2013 по 24 июля 2013 — министр юстиции Приднестровской Молдавской Республики.
С 24 июля 2013 по 10 февраля 2016 — заместитель председателя, первый заместитель председателя Следственного комитета Приднестровской Молдавской Республики — начальник Главного управления по процессуальному контролю за предварительным следствием, дознанием и оперативно-розыскной деятельностью. Генерал-майор юстиции.
С 30 декабря 2015 по 10 февраля 2016 — исполняющая обязанности, а с 10 февраля по 19 декабря 2016 — Председатель Следственного комитета Приднестровской Молдавской Республики.

## Семья
Замужем, есть сын.

## Награды
- Медаль «За безупречную службу» II степени[8]
- Медаль «За безупречную службу» III степени[9]
- Медаль «За отличие в труде»[10]
- Заслуженный юрист Приднестровской Молдавской Республики[11]